# Neduba diabolica
Neduba diabolica är en insektsart som först beskrevs av Scudder, S.H. 1899.  Neduba diabolica ingår i släktet Neduba och familjen vårtbitare. Inga underarter finns listade i Catalogue of Life.